# Muizenberg (Limburg)
De Muizenberg is een ondergrondse mergelgroeve gelegen in het zuidelijke deel van de Cannerberg, grotendeels behorende tot de gemeente Riemst (België), op de grens van Nederland en België ten westen van grenspaal 70. Het gangenstelsel had vroeger een eigen ingang aan de weg Kanne-Vroenhoven, eveneens Muizenberg geheten, en ten zuiden van de veldweg genaamd chemin de la Xhavée. De deels ingestorte groeve stond in verbinding met de groeve Boschberg, thans ook Kasteelgroeve of Cannerberggroeve genoemd.

## De ramp van 1926
De groeve van 8 ha is op 11 mei 1926 grotendeels (5,5 hectare) ingestort. De dag voorafgaande aan de instorting deden in het nabijgelegen dorp Kanne al geruchten de ronde dat er in de groeve ongebruikelijke grondverplaatsingen werden waargenomen. Tijdens de instorting waren 6 werklieden bezig om in alle haast de laatste mergelblokken uit de groeve te vervoeren. Op het moment van de instorting stonden er zeven champignonkwekers opzij van de ingang bij in een bakstenen onderkomen. Door de luchtdruk werden de zeven mensen tegen het talud van de nabijgelegen weg geworpen. Twee van hen kwamen daarbij om het leven. Vier van de zes mensen in de groeve probeerden aan de instorting te ontkomen, maar als gevolg van de luchtdruk overleed een van hen. De twee die in de groeve achterbleven werden met paard en wagen bedolven. Ten gevolge van de instorting kwam er een einde aan de mergelontginning in de groeve en verminderde de champignonkweek in Kanne. 

## De hooibrand van 2017
Op donderdag 20 juli 2017 ontstond in de avond een brand bij de ingang van de Muizenberg in het Belgische dorpje Kanne, gemeente Riemst.
Een grote hoeveelheid hooi was daar opgeslagen door een boer uit Riemst. 
Daar er vijf onafhankelijke brandhaarden door de brandweer werden ontdekt, was er al snel sprake van kwade opzet.
Het vuur verspreidde zich verder in het gangenstelsel op Nederlands grondgebied in de richting van de Cannerberg. Het vuur bleek zeer moeilijk te bestrijden en er zijn diverse blustechnieken geprobeerd om het vuur te bestrijden. Er kwam zelfs hulp vanuit Zwitserland en Duitsland.
Ook het nabijgelegen Chateau Neercanne heeft veel schade geleden, aangezien hun feestlocaties, wijnkelders met hetzelfde grottenstelsel zijn verbonden.

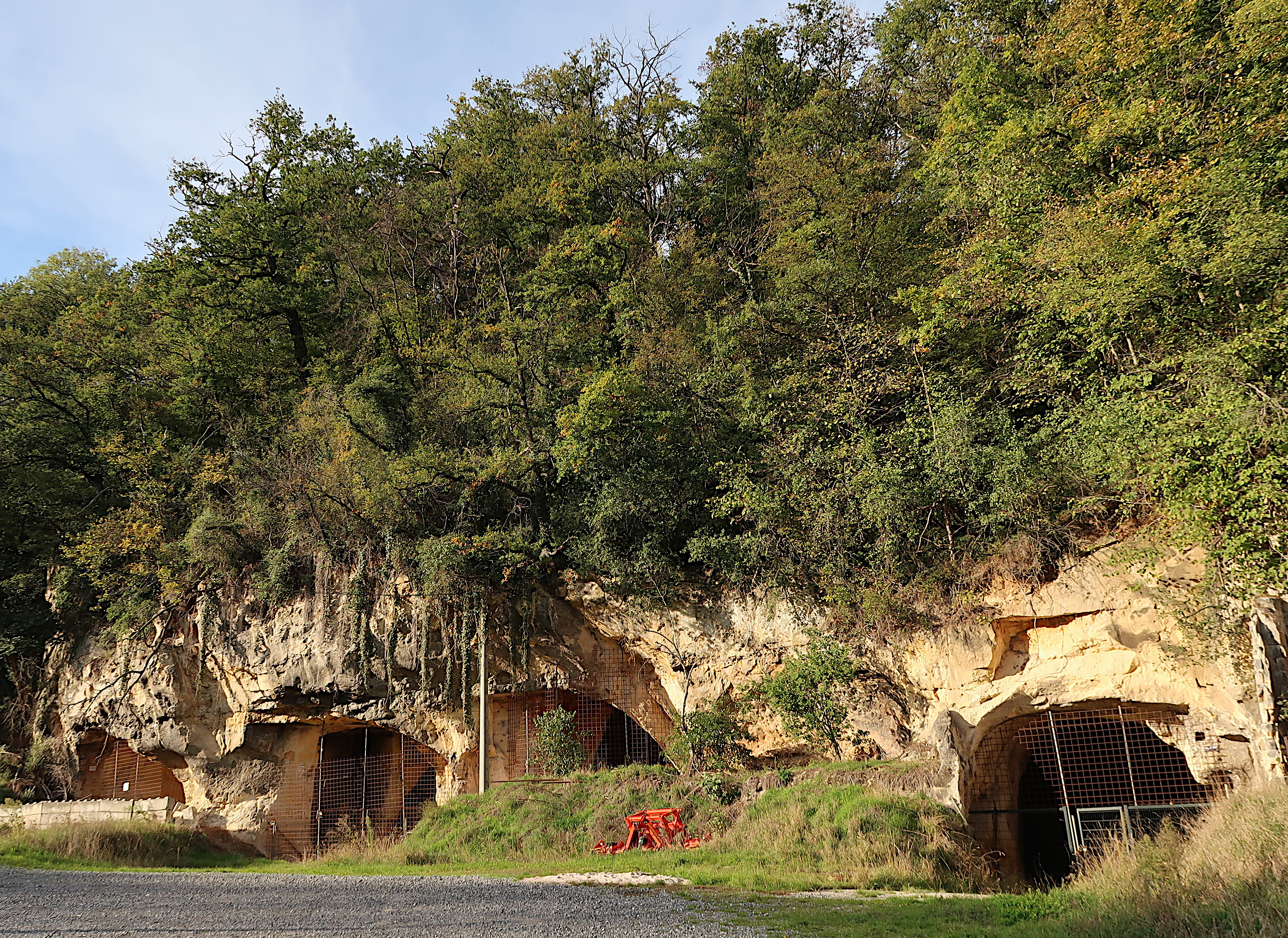
Ingang van de Muizenberggroeve in Kanne